# 安琪拉·達克沃斯
安琪拉·李·達克沃斯（英語：Angela Lee Duckworth，1970年7月20日—） （页面存档备份，存于），漢名李惠安，生於美國，心理學者，現任教於賓州大學心理學系。

## 生平
其母親為台灣人，畢業於國立師範大學，移民美國。
達克沃斯於1992年於哈佛大學取得神經生物學文學士。取得馬歇爾獎學金，進入牛津大學，攻讀神經科學，1996年獲理學碩士。在畢業後，先進入麥肯錫公司工作，後轉至公立學校，擔任數學教師。32歲時決定往學術界發展，2006年於賓州大學取得心理學博士。
2013年獲得麥克阿瑟獎。

## 外部連結
- 安琪拉·達克沃斯 （页面存档备份，存于） — 賓州大學
- TED上的安琪拉·達克沃斯